# Johann Kraus
Johann Krauss est un personnage de la série de comics Hellboy créée par Mike Mignola.

## Biographie fictive
Johann Krauss nait à Stuttgart en Allemagne en 1946. Dès l'âge de 10 ans, il développe des capacités de médium. Frustré de ne pas pouvoir aider les esprits qu'il voit, il tente par tous les moyens de comprendre ses pouvoirs. Déçu par l'occultisme, Kraus se tourne à l'Église, qui lui permet de se concentrer sur les esprits eux-mêmes. En 1971, il ouvre un bureau à Munich, où il devient un médium respecté avant de partir pour Heidelberg.
En 2002, au cours d'une transe, une catastrophe paranormale se produit et Krauss est le seul survivant. Quand il revient à lui, son corps est détruit. Seul son esprit est encore « vivant », sous forme d'ectoplasme. Il réussit cependant à ne pas finir dispersé dans l'air. Le BPRD lui fabrique alors une enveloppe artificielle.
Johann Kraus fait désormais équipe avec Liz Sherman, Abe Sapien et Roger l'homoncule, après le départ de Hellboy du BPRD.
Il peut redonner vie aux esprits d'êtres morts pour qu'ils lui racontent ce qu'ils ont vu. Il peut également animer des objets.

## Œuvres où le personnage apparaît

### Comics
1. Dark Horse Extra #42, #43 et #44 (1998)
2. B.P.R.D.: Hollow Earth (2002)
3. B.P.R.D. (2003)
4. Hellboy: Weird Tales (2003)
5. B.P.R.D.: The Soul of Venice (2003)
6. B.P.R.D.: There's Something Under My Bed (2003)
7. B.P.R.D.: Plague of Frogs (2004)
8. Hellboy Premiere Edition (2004)
9. B.P.R.D.: The Dead (2004)
10. B.P.R.D.: The Black Flame (2005)
11. B.P.R.D.: The Universal Machine (2006)
12. B.P.R.D.: Garden of Souls (2007)
13. B.P.R.D.: Killing Ground (2007)
14. B.P.R.D.: The Ectoplasmic Man (2008)
15. B.P.R.D.: The Warning (2008)
16. B.P.R.D.: War on Frogs, #3 et #4 (2008)
17. B.P.R.D.: The Black Goddess (2009)
18. B.P.R.D.: Hell on Earth - New World (2010)
19. B.P.R.D.: King of Fear (2010)
20. B.P.R.D. Hell on Earth: Gods (2011)

### Film
- 2008 : Hellboy II : Les Légions d'or maudites (Hellboy II: The Golden Army) de Guillermo del Toro.

Les mouvements de Krauss sont réalisés par les acteurs James Dodd et John Alexander. C'est Seth MacFarlane qui prête sa voix au personnage en version originale et Richard Sammel en version française. Au départ, Guillermo del Toro avait engagé Thomas Kretschmann mais a ensuite été remplacé par MacFarlane.